# Arnoglossus andrewsi
Arnoglossus andrewsi es una especie de pez de la familia Bothidae en el orden de los Pleuronectiformes.

## Morfología
Pueden llegar alcanzar 22,6 cm de longitud total.

## Distribución geográfica
Se encuentra en las  costas de Australia (incluyendo Tasmania ).